# Pleuron (Aitolien)
Pleuron (altgriechisch Πλευρών) war eine antike griechische Stadt.
Die bekannten Reste des antiken Pleuron finden sich im Südwesten der aitolischen Aiolis. Die Bewohner wurden laut Strabon als Pleuronios (Πλευρώνιος) und Pleuroneus (Πλευρωνεύς) bezeichnet, die Landschaft, in der die Stadt lag, als Pleuronia (Πλευρωνία). Die Stadt ist schon in mythologischer Zeit von Bedeutung. Als Stadtgründer und eponymer Heros gilt Pleuron, Sohn des Aitolos und Bruder des Kalydon, der für die Stadt Kalydon als eponymer Held gilt. Oineus soll zur Zeit der Kalydonischen Eberjagd als Doppelkönig über beide Städte geherrscht haben. Aus Pleuron soll Meleager stammen, ebenso die Kureten. Im homerischen Schiffskatalog der Ilias wird Pleuron als aitolische Stadt aufgeführt.
In historischer Zeit hatte sich Pleuron nach Informationen bei Thukydides im 6./5. Jahrhundert v. Chr. von den Aitoliern gelöst. Gegen Ende des 5. Jahrhunderts v. Chr. wurde die Stadt Teil des Achaiischen Koinons (Achaiischer Bund). Im 4. Jahrhundert v. Chr. wurde Pleuron gemeinsam mit anderen Nachbarstaaten Mitglied des Aitolischen Bundes. Zeugnisse dafür finden sich erst im 3. Jahrhundert v. Chr., als Pleuron mehrfach Beamtenstellen des Bundes besetzen konnte. Nachdem die Stadt 234 v. Chr. von Demetrios II. von Makedonien zerstört worden war, gründeten die Bewohner die Stadt als Neu-Pleuron an sicherer, höherer Stelle neu. Im 2. Jahrhundert v. Chr. gehörte die Stadt zeitweise wieder dem Achaiischen Bund an. Erhalten sind heute Stadtmauern aus der Zeit um 230 v. Chr. mit sieben Toren und 31 Türmen, das etwa gleichzeitig erbaute Theater, die Agora, Zisternen und Gebäudefundamente aus hellenistischer Zeit (Kastro Irinis). Der Hafen Pleurons wies ebenfalls eine Befestigung auf, die ihn mit der Stadt verband. In Pleuron gab es einen Athene-Kult auf der Akropolis, später von einer byzantinischen Kapelle überbaut. Der Dichter Alexandros Aitolos war Sohn der Stadt.
Die Lokalisierung der älteren Siedlung Pleuron ist nicht sicher, angenommen wird die Stadt in der Küstenebene zwischen den Flüssen Acheloos und Euenos, in der Nähe von Kalydon. Neu-Pleuron findet sich am Südhang des Arakynthosgebirges beim heutigen Kato Retsina. Die Neugründung liegt wohl in der Nähe der alten Stadt.

## Belege
1. ↑  Strabon 10,2,5.
2. ↑  Homer: Ilias 2,639.
3. ↑  Thukydides 3,102,5.
4. ↑  Strabon 10,2,4.
5. ↑  Pausanias 7,11,3.
6. ↑  Dionysios Kalliphontos 57.
7. ↑  Strabon 10,2,23.
8. ↑  Fossey, J., J. Morin, G. Reger, R. Talbert, T. Elliott, S. Gillies: Places: 540961 (Nea Pleuron). Pleiades, abgerufen am 18. Januar 2012.

Koordinaten: 38° 25′ N, 21° 25′ O